# 김민정 (성우)
김민정(1983년 12월 6일 ~ )은 대한민국의 성우로, 2008년 대원방송 성우극회 공채 1기로 입사했다.

## 학력
- 서울예술대학교(연극과/전문학사)

## 출연 작품

### 애니메이션
- To LOVE -트러블- - 후지사키 아야/매지컬 쿄코 역
- 그늘에서지킨다 (애니박스) - 콘냐쿠 유우나
- Yes! 프리큐어5 Go Go! (대원방송) - 플로라/크레이프 공주 역
- 강철의 연금술사 리메이크 (애니박스) - 란 팡 역
- 달의 요정 세일러문 (챔프) - 베시 역
- 도라에몽 - 도라미 역
- 도라에몽 극장판 - 진구의 우주표류기 - 로그 역
- 도라에몽 극장판 - 진구와 태양왕전설 - 포포루 역
- 도라에몽 극장판 - 2112년 도라에몽의 탄생 - 도라미 역
- 두 사람은 프리큐어 Splash Star
- 유유백서 - 구
- 암살교실 (애니박스) - 칸자키 유키코
- 디지몬 세이버즈 - 최민지 (다이몬 치카)/ 백지희 역
- 디지몬 고스트 게임 (재능TV)  - 바스테몬 역
- 짜장소녀 뿌까 - 뿌까
- 미나미가 세자매 - 아츠코 역
- 미라클 체인지 퍼펙트 반장 - 세리 / 아진 역
- 미치코와 핫친 (애니박스) - 마리아 역
- 빠뿌야 놀자 (KBS) - 켈리
- 서몬마스터즈 블루드래곤 - 부케 역
  - 블루 드래곤 : 천계의 7룡 - 부케 역
- 소울 이터 - 데스 더 키드/마리 묠니르 역
- 완소! 퍼펙트 반장 - 아영/앵두 역
- 울트라맨 가이아 - 아츠코 (하시모토 아이) 역
- 유희왕 5D's - 아키 역
- 이누야샤 완결편 - 칸나/카이/아즈사산의 정령 역
- 절대가련 칠드런 - 야도가와 아키라 역
- 지구를 지켜라! 상상파워 - 단테 역
- 출동! 슈퍼윙스 - 혜미, 니콜, 마사코, 브리기타, 아이샤(몰디브 편), 나나, 샤나, 유나
- 케이온! (애니맥스) - 미야모토 아키요 역
- 판도라 하츠 - 에코 / 츠바이 역
- 프랭키와 친구들 (KBS)
- 프레시 프리큐어! (대원방송) - 아즈키나 역 (후반부)
- 헬보이 - 폭풍의 검
- 헬보이 - 아이언펀치
- 흑신 - 시즈카 역
- 흑집사 스페셜 (애니박스)
- 페어리 테일 - 이카루가 / 에버그린 / 다프네 역
- 소년탐정 김전일Original (애니박스) - 무나가타 사츠키 역
- 헌터X헌터 리메이크 (애니맥스) - 마치 역
- 오즈의 마법사 (애니박스) - 핑크 요정 / 오즈마 공주
- 해피해피 다마고치! - 차마메치 / 마드렌

### 특촬물
- 가면라이더 더블 - 정아영 역
- 가면라이더 디케이드 - 밧사 / 아스무 역
- 가면라이더 키바 - 라몬 (오고에 유키) / 밧사 역
- 파워레인저 엔진포스 - 꼬마 정령 / 써니 언니 역
- 파워레인저 정글포스 - 보라 역
- 파워레인저 미라클포스 - 천노아 (나카무라 사쿠야) 역 (텐지 노조무)

### 영화
- 돌아온 파워레인저 미라클포스 - 천노아 역
- 극장판 도라에몽: 신 진구의 버스 오브 재팬 - 도라미 역

### 게임
- 디아블로3
- 짱구는 못말려 (닌텐도)
- 쿠키런킹덤 -블루파이맛 쿠키

### 라디오
- 아름다운 이 아침 김창완입니다 (SBS 파워FM)

### 드라마CD
- 나와 호랑이님 - 나래

### 광고
- 대우건설 푸르지오
- 삼성전자 NX100
- GS 기업PR